# Municipio di Dublino
Il Municipio di Dublino (Dublin City Hall in inglese), originariamente chiamata Royal Exchange, è un edificio di Dublino, in Irlanda, costruito tra il 1769 ed il 1779 sui progetti dell'architetto Thomas Cooley ed è un particolare esempio dell'architettura del XVIII secolo, oltre che il luogo tradizionale dell'amministrazione cittadina.
Il palazzo è situato all'inizio di Parliament Street, nel sud della città, accanto al Castello di Dublino, il quale è stato il centro del governo britannico in Irlanda fino al 1922.